# Parafia Ewangelicko-Reformowana w Bełchatowie
Parafia Ewangelicko-Reformowana w Bełchatowie – zbór ewangelicko-reformowany działający w Bełchatowie. Parafia liczy około 150 wiernych.

## Historia
Pojawienie się ewangelików reformowanych na terenie Bełchatowa w latach 70. XX wieku związane było z otwarciem miejscowej kopalni węgla brunatnego oraz elektrowni, które stały się największymi zakładami pracy w regionie, a także migracją do większego ośrodka młodzieży pochodzącej z pobliskich miejscowości. Na terenie miasta osiedlili się wyznawcy kalwinizmu pochodzący z Zelowa oraz Kucowa. Ponadto w związku z planami likwidacji zabudowy Kucowa z powodu wydobycia węgla na terenie tej miejscowości, zamieszkałej przez kalwińskich potomków czeskich osadników, część mieszkańców wsi postanowiła o przeprowadzce do Bełchatowa.
Parafia Ewangelicko-Reformowana w Bełchatowie została powołana w 1983 i objęta opieką duszpasterską przez duchownego z parafii w Zelowie. Nabożeństwa odbywały się w mieszkaniach prywatnych. Z powodu dalszej migracji do miasta przesiedleńców z Kucowa oraz młodych zelowian, liczba członków zboru stale rosła.
W 1985 parafia dzięki dotacji od organizacji Gustaw-Adolf-Werk dokonała zakupu domu przy ul. Okrzei 1, który został następnie przebudowany na jej siedzibę. W budynku tym utworzono kaplicę, salę katechetyczną, kancelarię i mieszkanie dla księdza. Obiekt otwarty został w 1988. W 1986 duszpasterzem zboru został ks. Marek Izdebski.
W lipcu 1997 parafia pozyskała środki finansowe od Fundacji Współpracy Polsko-Niemieckiej na budowę kościoła. Dalsze fundusze na ten cel pochodziły z dotacji udzielonych przez Gustaw-Adolf-Werk, Höffnung für Osteuropa, Kościół Ewangelicki Westfalii, Kościół Prezbiteriański USA, Radę Miasta Bełchatowa i Wojewódzki Fundusz Ochrony Środowiska. Prace rozpoczęto w zimie 1998 i trwały one do następnego roku. Obok kościoła powstały też pomieszczenia na siedzibę Ośrodka Profilaktyki i Rozwoju Osobowości oraz Ośrodka Pomocy Dzieciom i Rodzinie, prowadzącego Świetlicę Socjoterapeutyczną STER. Uroczystość otwarcia nowych budynków, położonych w bezpośrednim sąsiedztwie dotychczasowej kaplicy, miała miejsce 22 października 1999.